# Syngamoptera longicornis
Syngamoptera longicornis är en tvåvingeart som först beskrevs av Seguy 1935.  Syngamoptera longicornis ingår i släktet Syngamoptera och familjen husflugor. Inga underarter finns listade i Catalogue of Life.